# Ophelimus hawaiiensis
Ophelimus hawaiiensis är en stekelart som beskrevs av William Harris Ashmead 1901. Ophelimus hawaiiensis ingår i släktet Ophelimus och familjen finglanssteklar. Inga underarter finns listade i Catalogue of Life.